# Kate M. Gordon
Kate M. Gordon (14 de julio de 1861– 24 de agosto de 1932) fue una sufragista americana, líder por los derechos civiles y una de las principales impulsoras del derecho al voto femenino en el Sur de Estados Unidos. Gordon fue la organizadora de la Conferencia por el Sufragio femenino en los Estados del Sur y en 1918 dirigió la campaña para sufragio de mujer en el estado de Luisiana.

## Primeros años
Kate M. Gordon nació el 14 de julio de 1861 en Nueva Orleans, Luisiana. Su madre, Margaret (Galiece) Gordon, fue también una de las primeras sufragistas estadounidenses y asistió a una reunión por el derecho al voto de las mujeres en Nueva York en 1853, antes de que naciera Kate. Su padre, nacido en Escocia, también defendía la igualdad de derechos entre mujeres y hombres.

## Carrera
Gordon comenzó su implicación en el movimiento por los derechos de las mujeres en 1896, cuando asistió a una conferencia de la sufragista de Colorado Mary C. C. Bradford. Poco después, Gordon se unió a la organización por los derechos de las mujeres de Nueva Orleans, el Portia Club, organizado en 1892, uniéndose a su hermana Jean y a otras mujeres locales para establecer la Era (Asociación por la Igualdad de Derechos, en sus siglas en inglés) en ese mismo año. Las dos organizaciones con base en Nueva Orleans se fusionarían para formar la Asociación de Sufragio del Estado de Luisiana, la cual estuvo encabezada por Gordon desde 1904 hasta 1913.
El primer acto público de Gordon tuvo lugar en 1899, cuando expresó que las mujeres tenían derecho a votar por ser contribuyentes para financiar mejoras en el sistema de alcantarillado de Nueva Orleans - una preocupación particularmente crítica en la ciudad debido a su situación por debajo del nivel de mar-. A través del Club Era, se estableció la Liga de Mujeres por el alcantarillado, con Gordon al frente de la asociación. 
En 1900,  dirigió la convención anual de la Asociación Nacional  Americana por el Sufragio de Mujer (NAWSA en sus siglas en inglés), donde  conoció a la nueva presidenta de la organización, Carrie Chapman Catt. Catt se mostró impresionada por los logros de Gordon y la nombró secretaria nacional de la organización en 1901, cargo que ocupó hasta 1909.
Tras abandonar NAWSA en 1909, Gordon regresó a su Nueva Orleans natal, donde  se comprometió en establecer el primer hospital en el estado de Luisiana para el tratamiento de víctimas de la tuberculosis. Además, fue secretaria de la Sociedad Anti-Tuberculosis de Luisiana.
Atendió a la reunión anual de la Asociación por la Igualdad de Derechos en Louisville en 1911. En 1913, Gordon volvió a dedicarse exclusiva a su actividad de apoyo por el sufragio de las mujeres. Durante este tiempo, Gordon había cambiado su visión acerca de cómo implementar el voto, pasando a una perspectiva estatal y regional. En noviembre de 1913 fue una de las organizadoras claves de la Conferencia por el Sufragio de Mujer en los Estados Del Sur, de la cual fue presidenta hasta su fin en 1917.
A pesar de que fue una fiel defensora del sufragio femenino, Gordon no pensaba que este derecho tuviera que ser creado por enmienda constitucional, sino favoreciendo la implementación del derecho al voto por base estatal. Cuando se llevó a cabo la Decimonovena Enmienda a la Constitución de Estados Unidos en junio de 1919, Gordon mostró su oposición a la ratificación de dicha propuesta. Dicha visión disonante generó cierta controversia. Durante su vida, Gordon también fue criticada por muchos de sus colegas por expresar opiniones racistas encubiertas.
Gordon contribuyó a establecer el Hospital para Tuberculosos de Nueva Orleans en 1926, convirtiéndose más tarde en su vicepresidenta.

## Muerte y legado
Gordon murió el 24 de agosto de 1932, en Nueva Orleans como consecuencia de una hemorragia cerebral y fue enterrada en el Cementerio de Metairie en Nueva Orleans a los 71 años.